# Андре Гер'є
Андре Гер'є (фр. André Guerrier, 18 грудня 1874 — 20 століття) — французький яхтсмен.
Бронзовий призер Олімпійських Ігор 1924 року в класі 8 метрів.